# Léon de Saint-Lubin
Napoléon Antoine Eugène Léon de Saint-Lubin (Torí, 5 de juliol de 1805 - Berlín, 13 de febrer de 1850) fou un violinista i compositor italià d'origen francès.
Es va fer aplaudir com a violinista a Berlín, Dresden, Frankfurt i en altres poblacions, i després s'establí a Viena, on fou segon director d'orquestra en el teatre de Josephstadt. Després es traslladà a Hongria; retornà a Viena, i el 1830 fou nomenat director d'orquestra del teatre Königstadt, de Berlín.
És autor de diverses òperes, que estrenà a Viena i a Berlín, entre les quals cal mencionar: Belisario, L'espasa del rei Branor, El cosí del doctor Faust, etc.
També va compondre música per a balls d'espectacle i per a pantomimes i diverses composicions instrumentals.